# جويل سانتانا
جويل سانتانا (بالبرتغالية: Joel Santana‏)، من مواليد 25 ديسمبر 1948، لاعب كرة قدم برازيلي سابق، ومدرب كرة قدم برازيلي حالي. درب منتخب جنوب أفريقيا لكرة القدم بين عامي 2008 و2009.وأقيل من منصبه لتردي نتائج الفريق في المباريات الودية.كما درب في السعودية الهلال والنصر والشباب والاتفاق .
- أنجازات

نادي النصر (السعودية)
الدوري السعودي 1989
كأس الملك 1990

## روابط خارجية
- جويل سانتانا على موقع قاعدة بيانات كرة القدم.إي يو (الإنجليزية)
- جويل سانتانا على موقع Soccerway.com (الإنجليزية)
- جويل سانتانا على موقع عالم كرة القدم.نت (الإنجليزية)
- جويل سانتانا على موقع كووورة